# Octogesima adveniens
Octogesima adveniens est une lettre apostolique du pape Paul VI parue le 14 mai 1971, pour le 80e anniversaire de l’encyclique Rerum novarum de Léon XIII.

## Évolution de la pensée du magistère
Cette lettre manifeste une évolution de la pensée du magistère. C'est en effet la première fois qu'un document du magistère aborde le thème des effets de l'activité humaine sur l'environnement :

« Tandis que l’horizon de l’homme se modifie ainsi à partir des images qu’on choisit pour lui, une autre transformation se fait sentir, conséquence aussi dramatique qu’inattendue de l’activité humaine. Brusquement l’homme en prend conscience : par une exploitation inconsidérée de la nature, il risque de la détruire et d’être à son tour la victime de cette dégradation. Non seulement l’environnement matériel devient une menace permanente : pollutions et déchets, nouvelles maladies, pouvoir destructeur absolu ; mais c’est le cadre humain que l’homme ne maîtrise plus, créant ainsi pour demain un environnement qui pourra lui être intolérable. Problème social d’envergure qui regarde la famille humaine tout entière (§ 21). »

La lettre présente également une inflexion de la pensée sur le progrès, dont l'ambiguïté est soulignée beaucoup plus fortement que dans les textes précédents du magistère :

« Un doute aujourd’hui se lève pourtant sur sa valeur et sur sa réussite. Que signifie cette quête inexorable d’un progrès qui fuit chaque fois qu’on croit l’avoir conquis ? Non maîtrisé, le progrès laisse insatisfait. Sans doute a-t-on dénoncé, à juste titre, les limites et même les méfaits d’une croissance économique purement quantitative et souhaite-ton atteindre aussi des objectifs d’ordre qualitatif. La qualité et la vérité des rapports humains, le degré de participation et de responsabilité sont non moins significatifs et importants pour le devenir de la société que la quantité et la variété des biens produits et consommés. Surmontant la tentation de vouloir tout mesurer en termes d’efficacité et d’échanges, en rapports de forces et d’intérêts, l’homme désire aujourd’hui substituer de plus en plus à ces critères quantitatifs l’intensité de la communication, la diffusion des savoirs et des cultures, le service réciproque, la concertation pour une tâche commune. Le vrai progrès n’est-il pas dans le développement de la conscience morale qui conduira l’homme à prendre en charge des solidarités élargies et de s’ouvrir librement aux autres et à Dieu (§ 41). »